# Christian Röckle
Christian Röckle (* 6. Februar 1883 in Eltingen; † 16. August 1966 in Leonberg) war ein deutscher Missionar und Evangelist. Er gründete 1924 den Christlichen Notbund zur gegenseitigen Hilfe, aus dem später die Leonberger Bausparkasse entstand. Durch Röckle entstand in den 1940er Jahren die Philadelphia-Bewegung, eine überkonfessionelle christliche Gemeinschaft. 1945 gründete er den Philadelphia-Verein.

## Leben und Werk

### Kindheit und Jugend
Christian Röckle war das fünfte von sieben Kindern des Wagners Christian Gottlieb Röckle und dessen Ehefrau Katharina Barbara geb. Kohler. Eine markante „religiös-empfindsame Natur“, prägte ihn der christliche Glaube schon als Kind. In seiner Autobiographie Die Fußspuren Gottes in meinem Leben berichtet er, in seinem fünften Lebensjahr habe Gott erstmals durch einen Traum in sein Leben eingegriffen. Seit seinem siebten Lebensjahr besuchte er die Sonntagsschule der Methodisten: „Die Stunden in dieser Sonntagsschule gehören zu meinen schönsten Kindheitserinnerungen.“ Nach seiner Konfirmation trat er dem neu gegründeten Jünglingsverein bei; auch an späteren Wohnorten hielt er den Kontakt zum CVJM.
Entgegen dem Rat seines Vaters schlug er nicht die Laufbahn eines Lehrers ein, sondern erlernte das Sattlerhandwerk. Nach zweieinhalb Jahren Lehrzeit (1897–1899) bekleidete er zunächst Arbeitsstellen in Ulm und Karlsruhe. Im Frühjahr 1901 ging er gemeinsam mit einem Gärtner „auf die Walz“. In Wetzlar schloss er sich einer Gemeinschaft der Evangelischen Gesellschaft in Elberfeld an. Dort hatte er am 7. Juli 1901 ein Erlebnis, das er mit dem Damaskuserlebnis des Apostels Paulus verglich und als seine Bekehrung bezeichnete.

### Missionar
Ein Vortrag eines Missionars über eine Reise nach Afrika weckte in Röckle den Wunsch, ebenfalls Missionar zu werden. Nach eigenen Angaben erhielt er 1901 in Wetzlar, kurz nach seiner Bekehrung, die göttliche Berufung, das Evangelium zu verkünden. Zwei Jahre später, nach weiteren Arbeitsstellen in Welzheim und Stuttgart, trat er am 18. August 1903 ins Missionshaus der Basler Mission ein. Dort empfing er als 22-Jähriger im März 1905 die Geistestaufe und zugleich auch die Gabe der Weissagung, die Ausrüstung zum Dienst am Wort Gottes. In seiner Autobiographie betont Röckle: „Dieses Erlebnis hatte ich schon zwei Jahre vor dem Auftreten der Pfingstbewegung und sie hat somit mit dieser nichts zu tun.“ Als 23-Jähriger hielt er ohne besondere Vorbereitung die Festpredigt beim Jahresfest einer religiösen Gemeinschaft in Kandern bei Basel.
Auf einer Missionsreise durch Baden, Württemberg und die Pfalz mit 14 Brüdern des Missionshauses nutzte Röckle im Sommer 1907 seine evangelistische Gabe, um die Menschen für Gott zu begeistern. Er besuchte regelmäßig Evangelisationen, um daraus zu lernen. Besonders beeindruckte ihn Elias Schrenk, den er als Bahnbrecher der Evangelisation in Deutschland bezeichnete; Röckle erlebte ihn bei vier Veranstaltungen, erstmals 1896 als 13-Jähriger in der Stadtkirche Leonberg. Röckle erwähnt in seiner Autobiographie auch die Evangelisten Samuel Keller, Georg von Viebahn, Jakob Vetter, Fritz Binde, Eugen Zimmermann, Ernst Modersohn und Sango Autenrieth.
Ein Jahr vor Ende der Ausbildung im Missionshaus wurde Christian Röckle als Missionar für die Goldküste vorgeschlagen. Afrika galt damals als „Todesland“. Am 20. September 1908 wurde er zum Missionsdienst ordiniert. Nach drei Monaten Englischunterricht in Edinburgh trat Röckle am 11. Januar 1909 von Dover aus die Seereise nach Afrika an. Am 27. Januar 1909 kam er in Accra, der Hauptstadt der Goldküste (heute Ghana), an.
Seine erste Missionsstation war in Christiansborg (heute ein Stadtteil von Accra). Dort erinnerten sich viele Eingeborene noch dankbar an Elias Schrenk, der 30 Jahre zuvor an gleicher Stätte als Missionar gewirkt hatte. Ebenso wie Schrenk seinerzeit empfand Röckle, dass der Dienst an der Goldküste nur „eine Vorbereitung für die größere Aufgabe in der Heimat“ war. Binnen neun Monaten lernte Röckle die Sprache der Eingeborenen so weit, dass er darin predigen konnte. Schließlich wurde er auf die Missionsstation in Odumase versetzt. Wegen eines lebensgefährlichen tropischen Leberabszesses musste er 1911 vorzeitig nach Deutschland zurückkehren. Nach einer Kur in Tübingen war er für sieben Monate in der Berliner Stadtmission tätig. Als Missionsprediger in Hersfeld bereiste er Hessen und Thüringen, wo ihn der „Tiefstand des geistlichen Lebens“ sehr betroffen machte. Der Erste Weltkrieg verhinderte 1914 eine erneute Aussendung Röckles nach Afrika. Seine immer noch nicht vollständig ausgeheilte Leber war auch der Grund, weshalb Röckle kurz darauf vom Militärdienst zurückgestellt und schließlich ganz befreit wurde.

### Evangelist
Während des Ersten Weltkriegs wurde Christian Röckle als Pfarrverweser in Maienfels (1914–1915), Schömberg (Sommer 1918) und Schwabach (bis Ende Oktober 1918) sowie als Stadt- und Parochialvikar in Welzheim eingesetzt. In Maienfels kam es zu zahlreichen Bekehrungen. Damit begann Röckles Missions- und Evangelisationstätigkeit in Deutschland. In Schwabach kam Röckle 1918 in näheren Kontakt mit der Pfingstbewegung. Seine Amtszeit als Pfarrverweser in Rötenberg im Schwarzwald fiel 1918/19 mit der Novemberrevolution zusammen.
Von 1919 bis 1940 arbeitete Christian Röckle als Evangelist im Dienst des Altpietistischen Gemeinschaftsverbands. Von 1940 bis 1945 setzte ihn die Evangelische Landeskirche in Württemberg als Stellvertreter für Pfarrer ein, welche zum Kriegsdienst einberufen waren.
Röckle war nach eigenen Worten zunächst kein Gegner des Nationalsozialismus gewesen, sondern konnte ihm – abgesehen von seiner Stellung zu den Juden – auch positive Aspekte abgewinnen, etwa hinsichtlich der Fürsorge für kinderreiche Familien. Später aber wurde ihm mehr vom verbrecherischen Kern des Regimes bewusst, und er rechnete nunmehr zunehmend mit der Möglichkeit, dass Hitler sich zum Antichristen entwickeln könnte. Nach einem Vortrag am ersten Jahrestag der Machtübernahme am 30. Januar 1934 in einer Kirche im Bezirk Hall wurde Röckle bei der Gestapo angezeigt und erhielt vorübergehend Redeverbot. Später, als Pfarrverweser in Reinsbronn, vertrieb er trotz eines Verbots religiöse Schriften. Obwohl er wiederholt mit der Gestapo in Konflikt geriet, blieben er und seine Familie aber letztendlich unbehelligt.

### Philadelphia-Bewegung
Im Mai 1942 erhielt Röckle nach eigener Aussage die göttliche Weisung, die Gemeinschaft der Christen auf die Wiederkunft Jesu zuzubereiten, und zwar mit Rückgriff auf die sieben Sendschreiben in der Offenbarung des Johannes. Nach seiner Auffassung, die er mit dem biblischen Wort begründete, zählt nur ein Teil der Christen zur Brautgemeinde Jesu, nämlich diejenigen, die ein bewusstes Leben in der Nachfolge Jesu und der Heiligung führen. Diese Menschen, die er keiner bestimmten Bewegung zuordnen wollte, nannte er nach der in Offb. 3,7 ff. erwähnten Gemeinde Philadelphia-Christen. Sie zu sammeln und auf die Wiederkunft Jesu vorzubereiten, sah er fortan als seine Lebensaufgabe an. Seine Schrift Die Vollendung der Philadelphia-Gemeinde der Endzeit und ihre Entrückung (1943) fand rasch eine starke Verbreitung. Ohne jegliche Werbung war die Erstauflage von 5000 Exemplaren bereits nach vier Wochen verkauft.
Die Philadelphia-Bewegung breitete sich nach dem Zweiten Weltkrieg weiter aus. Seit 1946 fand bis in die 2010er Jahre in Leonberg jährlich eine Philadelphia-Konferenz statt. Sie hatten jedes Mal das Thema: „Die Wiederkunft Jesu und unsere Zubereitung“. Die Zeitschrift Philadelphia-Briefe dient seit 1948 als öffentliches Organ der Bewegung. Zur Verbreitung der Schriften von Christian Röckle und anderer Literatur wurde 1949 ein eigener Verlag mit Buchhandlung gegründet. Röckles Schriften wurden auch ins Französische und Bulgarische übersetzt.
Der 1945 gegründete Philadelphia-Verein betreibt bis heute unter anderem ein Altenheim, ein Kinderheim und einen Bio-Bauernhof.
Im Zusammenhang mit der Philadelphia-Bewegung kam es nach 1945 zum Bruch zwischen Christian Röckle und der Leitung der pietistischen Gemeinschaften (Gnadauer Verband), wo er noch bis 1942 mitgearbeitet hatte. Der Verband der Reichsgottesarbeiter schloss Röckle aus. Eine Aussprache zur Klärung des Verhältnisses zwischen der Philadelphia-Bewegung und der württembergischen Landeskirche führte 1952 nicht zu einer Einigung; Hauptgrund war, dass Röckle sich nicht von der Erwachsenentaufe distanzieren wollte. Zehn Jahre später schrieb er: „Dass ich heute sowohl von den Methodisten als auch von der Kirche weithin abgelehnt werde, kann meine Stellung zu beiden nicht erschüttern. Sie mögen mich hassen, aber ich liebe sie trotzdem.“
Der Theologe und Publizist Kurt Hutten bezeichnete Röckle als eine „nüchterne Natur“, aber auch als „charismatische Führergestalt“: „Er war sich seines göttlichen Auftrags bewusst, verband damit aber keine prophetischen Allüren. (…) Er hielt sich auch zurück mit Berichten über seine [mehrfach bezeugten] Heilungen [von Kranken auf sein Gebet hin].“ Weiter schreibt Hutten: „Mit Röckles Tod hat die Philadelphia-Bewegung ihre charismatische Führergestalt verloren.“

### Bausparkasse
Lange vor Gründung der Philadelphia-Bewegung hatte Christian Röckle 1924 unter dem Eindruck der Inflation den Christlichen Notbund zur gegenseitigen Hilfe (CN) ins Leben gerufen. Der gemeinnützige Verein sollte in Zeiten der Geldknappheit bei Notlagen helfen. Röckle wollte damit ein Beispiel geben, dass auch das Geldwesen unter die Herrschaft Jesu kommen sollte.
Fünf Jahre später gliederte er 1929 dem CN eine Bausparkasse an, um der Wohnungsnot abzuhelfen. Sie firmierte zunächst unter dem Namen Creditgenossenschaft des Christlichen Notbundes zur gegenseitigen Hilfe eGmbH (CCN) und wurde später in Leonberger Bausparkasse umbenannt. Röckle hatte an der Bausparkasse „kein geschäftliches, sondern nur ein evangelistisches Interesse“. Für die geschäftliche Seite stellte er erfahrene, gläubige Geschäftsleute ein: „Für mich war die Bausparkasse kein weltliches Geschäft, sondern ein Reichgotteswerk, das in erster Linie dem Reiche Gottes dienen sollte.“ In der Zeitschrift für die Bausparer veröffentlichte Röckle religiöse Artikel, um sie für das Christentum zu gewinnen. Weil Christian Röckle seine Evangelisationstätigkeit nicht durch die Bausparkasse einschränken wollte, nahm er an den Vorstands- und Aufsichtsratssitzungen nur dann teil, wenn er gerade zu Hause war.
Nach raschem Wachstum der Bausparkasse geriet der christliche Aspekt zunehmend in den Hintergrund. Im Dezember 1930 warf Röckle den beiden Direktoren in einer Denkschrift Die CCN am Scheideweg unangemessene Gehaltsforderungen und unnötig hohe Ausgaben für Miete, Büromöbel und Ausstattung vor. Nach Auseinandersetzungen über die von ihm als unchristlich empfundene Geschäftspraxis trat Röckle 1937 von seinem Sitz im Aufsichtsrat zurück.

## Persönliches
Röckle war seit 1921 verheiratet mit der 16 Jahre jüngeren Friederike geb. Bühner (1899–1987) und hatte mit ihr zwei Söhne und zwei Töchter.

## Schriften (Auswahl)
- Die Vollendung der Philadelphia-Gemeinde der Endzeit und ihre Entrückung. Philadelphia-Verlag, Leonberg 1943.
- Die Einheit der Gemeinde, ihre Notwendigkeit und ihre Hindernisse. Philadelphia-Verlag, Leonberg 1949.
- Perlen göttlicher Verheißungen. Philadelphia-Verlag, Leonberg 1960.
- Wie Gott heilt. Philadelphia-Verlag, Leonberg.
- Die Fußspuren Gottes in meinem Leben. Philadelphia-Verlag, Leonberg 1962 (Autobiographie).